# 8744 Кілла
8744 Кілла (8744 Cilla) — астероїд головного поясу, відкритий 20 березня 1998 року.
Тіссеранів параметр щодо Юпітера — 3,190.